# NFL最優秀守備選手賞
NFL最優秀守備選手賞（エヌエフエルさいゆうしゅうしゅびせんしゅしょう）は、NFLのレギュラーシーズンにおいて、1年で最も秀でたと考えられるディフェンス（守備）の選手に贈られる賞である。AP通信、プロフットボール記者協会、スポーティングニュース等の様々な媒体が毎年、NFL最優秀守備選手賞を授与しているが、中でもAP通信NFL最優秀守備選手賞は2011年シーズン以降、NFLの年間授賞式であるNFLオナーズの1部門となっており、NFLの公式な賞として扱われている。
本ページでは、上記の3媒体の受賞者を一覧として示す。

## 受賞者一覧
| AP   | AP通信                   |
| PFWA | プロフットボール記者協会 |
| SN   | スポーティングニュース   |
| ^    | 全社受賞                 |

| シーズン | AP                                      | PFWA                                    | SN                         |
| -------- | --------------------------------------- | --------------------------------------- | -------------------------- |
| 1969     | 未制定                                  | ボビー・ベル                            | 未制定                     |
| 1970     | 未制定                                  | ディック・バトカス                      | 未制定                     |
| 1971     | アラン・ペイジ                          | アラン・ペイジ                          | 未制定                     |
| 1972     | ミーン・ジョー・グリーン                | ミーン・ジョー・グリーン                | 未制定                     |
| 1973     | ディック・アンダーソン                  | アラン・ペイジ                          | 未制定                     |
| 1974     | ミーン・ジョー・グリーン                | ミーン・ジョー・グリーン                | 未制定                     |
| 1975     | メル・ブラント                          | ジャック・ハム                          | 未制定                     |
| 1976     | ジャック・ランバート                    | ジャック・ランバート                    | 未制定                     |
| 1977     | ハーベイ・マーティン                    | ハーベイ・マーティン                    | 未制定                     |
| 1978     | ランディ・グラディシャー                | ランディ・グラディシャー                | 未制定                     |
| 1979     | リーロイ・セルモン                      | リーロイ・セルモン                      | 未制定                     |
| 1980     | レスター・ヘイズ                        | レスター・ヘイズ                        | 未制定                     |
| 1981     | ローレンス・テイラー                    | ジョー・クロッケ                        | 未制定                     |
| 1982     | ローレンス・テイラー                    | ダン・ハンプトン                        | 未制定                     |
| 1983     | ダグ・ベターズ                          | ボブ・バウムハウアー                    | 未制定                     |
| 1984     | ケニー・イーズリー                      | ケニー・イーズリー                      | 未制定                     |
| 1985     | マイク・シングレタリー                  | 該当者なし                              | 未制定                     |
| 1986     | ローレンス・テイラー                    | ローレンス・テイラー                    | 未制定                     |
| 1987     | レジー・ホワイト                        | レジー・ホワイト                        | 未制定                     |
| 1988     | マイク・シングレタリー                  | マイク・シングレタリー                  | 未制定                     |
| 1989     | キース・ミラード                        | キース・ミラード                        | 未制定                     |
| 1990     | ブルース・スミス                        | ブルース・スミス                        | 未制定                     |
| 1991     | パット・スウィリング                    | レジー・ホワイト                        | 未制定                     |
| 1992     | コーテス・ケネディ                      | コーテス・ケネディ                      | 未制定                     |
| 1993     | ロッド・ウッドソン                      | ブルース・スミス                        | 未制定                     |
| 1994     | ディオン・サンダース                    | ディオン・サンダース                    | 未制定                     |
| 1995     | ブライス・ポープ                        | ブライス・ポープ                        | 未制定                     |
| 1996     | ブルース・スミス                        | ブルース・スミス                        | 未制定                     |
| 1997     | デイナ・スタブルフィールド （ 英語版 ） | デイナ・スタブルフィールド （ 英語版 ） | 未制定                     |
| 1998     | レジー・ホワイト                        | レジー・ホワイト                        | 未制定                     |
| 1999     | ウォーレン・サップ                      | ウォーレン・サップ                      | 未制定                     |
| 2000     | レイ・ルイス                            | レイ・ルイス                            | 未制定                     |
| 2001     | マイケル・ストレイハン                  | マイケル・ストレイハン                  | 未制定                     |
| 2002     | デリック・ブルックス                    | デリック・ブルックス                    | 未制定                     |
| 2003     | レイ・ルイス                            | レイ・ルイス                            | 未制定                     |
| 2004     | エド・リード                            | エド・リード                            | 未制定                     |
| 2005     | ブライアン・アーラッカー                | ブライアン・アーラッカー                | 未制定                     |
| 2006     | ジェイソン・テイラー                    | ジェイソン・テイラー                    | 未制定                     |
| 2007     | ボブ・サンダース                        | ボブ・サンダース                        | 未制定                     |
| 2008     | ジェームズ・ハリソン                    | ジェームズ・ハリソン                    | アルバート・ヘインズワース |
| 2009     | チャールズ・ウッドソン                  | チャールズ・ウッドソン                  | チャールズ・ウッドソン     |
| 2010     | トロイ・ポラマル                        | クレイ・マシューズ3世                   | クレイ・マシューズ3世      |
| 2011     | テレル・サッグス                        | テレル・サッグス                        | ジャレッド・アレン         |
| 2012     | J・J・ワット                            | J・J・ワット                            | J・J・ワット               |
| 2013     | ルーク・キークリー                      | ロバート・クイン                        | ルーク・キークリー         |
| 2014     | J・J・ワット                            | J・J・ワット                            | J・J・ワット               |
| 2015     | J・J・ワット                            | J・J・ワット                            | J・J・ワット               |
| 2016     | カリル・マック                          | カリル・マック                          | カリル・マック             |
| 2017     | アーロン・ドナルド                      | カライス・キャンベル                    | カライス・キャンベル       |
| 2018     | アーロン・ドナルド                      | アーロン・ドナルド                      | アーロン・ドナルド         |
| 2019     | ステファン・ギルモア                    | ステファン・ギルモア                    | ステファン・ギルモア       |
| 2020     | アーロン・ドナルド                      | アーロン・ドナルド                      | アーロン・ドナルド         |
| 2021     | T・J・ワット                            | T・J・ワット                            | T・J・ワット               |
| 2022     | ニック・ボサ                            | ニック・ボサ                            | ニック・ボサ               |
| 2023     | マイルズ・ギャレット                    | マイルズ・ギャレット                    | マイルズ・ギャレット       |
| 2024     | パトリック・サーテイン2世               | パトリック・サーテイン2世               | マイルズ・ギャレット       |